# Serbiens flag
Serbiens flag er en tricolor i de panslaviske farver. Flaget består af tre lige brede, vandrette felter, rødt øverst, blåt i midten og hvidt nederst. Statsflaget har rigsvåbnet på over de tre striber, placeret mod stangsiden af flagdugen. Rigsvåbnet er identisk med det Serbien førte i tiden som kongedømme.

## Pan-slaviske farver
Serbiens tricolor går tilbage til første halvdel af 1800-tallet. Der benyttedes farverne fra det russiske flag, rødt, blåt og hvidt, som blev de farver slaviske folk samlede sig under i kampen for national selvstændighed. I Serbiens flag fik farverne rækkefølgen rød over blå over hvid, modsat af Rusland. Også nabolandet Montenegro benyttet de pan-slaviske farver i denne rækkefølge, mens nabolandet Kroatien valgte rød over hvid over blå. Serbiens flag blev første gang officielt anerkendt i 1835 som flag for fyrstedømmet Serbien i det Osmanniske Rige.

## Serbien og Jugoslavien
Serbiens flag blev først officielt taget i brug for det selvstændige Serbien i 1882, da kongeriget Serbien blev proklameret. Flaget gik ud af brug i 1918, da Serbien blev en del af Kongeriget Jugoslavien. I 1945 blev Serbien en republik i føderationen Jugoslavien, og flaget fik en kommuniststjerne i midten. Stjernen blev fjernet igen i 1991, da føderationen Jugoslavien opløstes.

## Dagens flag
Dagens flag blev officielt vedtaget ved lov af 17. august 2004, da Serbien fortsat formelt tilhørte statsforbundet Serbien og Montenegro. Tricoloren ændrede da størrelsesforhold fra 1:2 til 2:3. Efter Montenegros udtrædelse af unionen i 2006, erklærede også Serbien sin selvstændighed og landets flag blev symbolet for en uafhængig stat. Som sådan blev Serbiens flag for første gang hejst udenfor FN-bygningen i New York 8. juni 2006.